# Joneda Alikaj
Joneda Alikaj (née le 10 septembre 1993 à Malësi e Madhe, en Albanie) est une joueuse italienne de volley-ball. Elle mesure 1,77 m et joue au poste de réceptionneuse-attaquante. 

## Clubs
| Club                         | Pays   | De        | À         |
| ---------------------------- | ------ | --------- | --------- |
| Brunelli Volley Nocera Umbra | Italie | 2007-2008 | 2008-2009 |
| Trevi Volley                 | Italie | 2009-2010 | 2010-2011 |
| Volley Loreto Femminile      | Italie | 2011-2012 | 2011-2012 |
| Pallavolo Azzurra Casette    | Italie | 2012-2013 | 2012-2013 |
| Trevi Volley                 | Italie | 2013-2014 | …         |